# Krn
Monte Nero eller Krn är ett bergsmassiv i Juliska alperna, Slovenien, nära gränsen mot Italien, öster om Isonzo. Högsta toppen är belägen 2 245 meter över havet.